# 최이태
최이태(1985년 4월 28일 ~ )는 대한민국의 배우이다.

## 학력
- 성균관대학교 영어영문학 학사

## 출연작

### 영화
- 《귀신》 (2021년) - 재민 역
- 《자매의 공동묘지》 (2020년) - 승국 역
- 《방방곡곡》 (2017년) - 서울대교수 역
- 《워킹스트리트》 (2016년) - 호텔욕조남 2 역

## 수상
- 2017년 제7회 충무로단편영화제 청년, 대학생부문 남자연기상